# Cossinia triphylla
Cossinia triphylla là một loài thực vật có hoa trong họ Bồ hòn. Loài này được Comm. ex Lam. mô tả khoa học đầu tiên năm 1786.